# Ceraclea nepha
Ceraclea nepha là một loài Trichoptera trong họ Leptoceridae. Chúng phân bố ở miền Tân bắc.